# Danmarks rikes grundlag

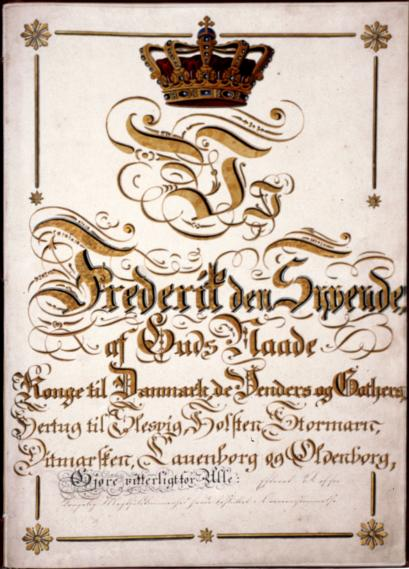
Föstasidan till Danmarks Riges Grundlov.

Danmarks rikes grundlag (danska: Danmarks Riges Grundlov) undertecknades i sin ursprungliga form den 5 juni 1849 av Fredrik VII. Detta datum markerar Danmarks övergång från kungligt envälde till konstitutionell monarki. Danmark har till skillnad från Sveriges fyra, bara en grundlag som utgör fundamentet i den danska lagsamlingen på över 1300 enskilda lagar. Den har ändrats fyra gånger – 1866, 1915, 1920 och senast den 5 juni 1953. Trots omarbetningarna har många av paragraferna lämnats orörda sedan 1849 och kan därför vara lite svåra att förstå för moderna läsare.

## Historia
Efter att revolutionens vindar tagit fart igen i Europa på allvar under 1840-talet med krav på rösträtt och enväldenas slut och flera upplopp nere på kontinenten valde kung Kristian VIII att påbörja arbetet med en ny grundlag. Efter hans frånfälle 1848 tog hans son Fredrik VII över och avslutade översynen av arbetet ett år senare.

### Den ursprungliga "Junigrundlagen" 1849
1848 års riksförsamling bestod av 152 medlemmar som tillsammans skrev och antog den nyskrivna grundlagen som också skrevs under av kungen den 5 juni 1849. Den nyskrivna grundlagen bestod av 100 enskilda paragrafer och Danmark hade tagit ett första steg mot att bli en modern demokrati och kungamakten hade gått från att vara total till att vara konstitutionell.
Inspirerade av den amerikanska självständighetsförklaringen och den franska deklarationen om mänskliga rättigheter beslutade man om: föreningsfrihet, trosfrihet, mötesfrihet, tryckfrihet, äganderätt och individens okränkbarhet. Baserat på  Montesqieus teorier om maktdelning lät man 3 § Grundloven dela upp makten mellan det lagstiftande Riksdagen, en beslutande Regering och fria domstolar. Riksdagen delades upp i två kammare: Folketinget med direkt val vart tredje år och dess överhus Landstinget med ämbetsperioder på åtta år, med val av halva församlingen i taget vart fjärde år genom indirekta val.
Rättigheterna var dock inte universella och rösträtten begränsades till män över 30 år med egen bostad som inte levde på eller tog emot bidrag. Det innebar att ungefär 15 % av befolkningen erhöll rösträtt (direkt till Folketinget och i elektorsvalen till Landstinget) av vilka i praktiken hälften faktiskt röstade.

### Revisionen 1866
Som ett resultat av förlusten av Slesvig-Holstein två år tidigare blev man tvungna att revidera grundlagen. Med krigsnederlaget som bakgrund inskränktes rösträtten till Landstinget så att den bara inkluderade landets ekonomiska och politiska elit, utöver det lade man till 12 stolar som valdes av kungen (och snart i praktiken tillsattes av regeringen). Förutsättningarna för rösträtt till Folketinget förblev oförändrad, men den sammanlagda effekten var att landet hade blivit mer elitistiskt och mindre demokratiskt. Det närmaste halvseklet politik kom att definieras av politiska rävspel kring budgeten mellan de två kamrarna och olika partier. Demokratin i Danmark har i efterhand betraktats som särskilt bräcklig under andra halvan av 1800-talet.